# Zwart Front (Duitsland)
De Strijd Liga van Revolutionaire Nationaal Socialisten (Duits: Kampfgemeinschaft Revolutionärer Nationalsozialisten, KGRNS), Beter bekend als Het zwart front (Duits: Schwarze Front), was een politieke partij opgericht door Otto Strasser in 1930 nadat hij zijn ontslag had ingediend bij de Nazi partij (NSDAP) om te voorkomen uit de partij gezet te worden.

## Oprichting
Otto Strasser richtte het Zwarte Front op om voort te zetten wat hij beschouwde als de oorspronkelijke antikapitalistische houding van de NSDAP, zoals verwoord in verschillende punten van het 25-puntenprogramma uit 1920. Dit programma werd grotendeels genegeerd door Adolf Hitler, wat volgens Strasser een verraad was. De groep weerspiegelde Strassers politieke opvattingen, zoals revolutionair nationalisme. Hun kritiek op het kapitalisme uitte zich in economisch antisemitische termen in plaats van socialistische idealen. Het Zwarte Front bestond uit radicale voormalige nazi's die een splitsing in de partij wilden veroorzaken en adopteerden het symbool van een gekruiste hamer en zwaard, een teken dat nog steeds door enkele Strasseristische groeperingen wordt gebruikt. De groep gaf ook een krant uit met de titel De Duitse Revolutie (Duits: Die deutsche Revolution).

## Beperkte invloed & val
Het Zwarte Front, dat nooit meer dan enkele duizenden leden had, kon de nazi's niet effectief bestrijden. De opkomst van Adolf Hitler als rijkskanselier in Duitsland bleek de laatste klap te zijn. De resterende antikapitalistische elementen binnen de NSDAP werden in 1934 uitgeroeid tijdens de Nacht van de Lange Messen. Tijdens deze zuivering werd Gregor Strasser, Otto’s oudere broer, vermoord. Gregor had eerder het contact verbroken met Otto vanwege Otto’s neiging om zelfstandig te handelen.